# Беналуа-де-лас-Вільяс
Беналуа-де-лас-Вільяс (ісп. Benalúa de las Villas) — муніципалітет в Іспанії, у складі автономної спільноти Андалусія, у провінції Гранада. Населення — 1414 осіб (2010).
Муніципалітет розташований на відстані близько 330 км на південь від Мадрида, 29 км на північ від Гранади.

## Демографія
Динаміка населення (INE ):

## Галерея зображень

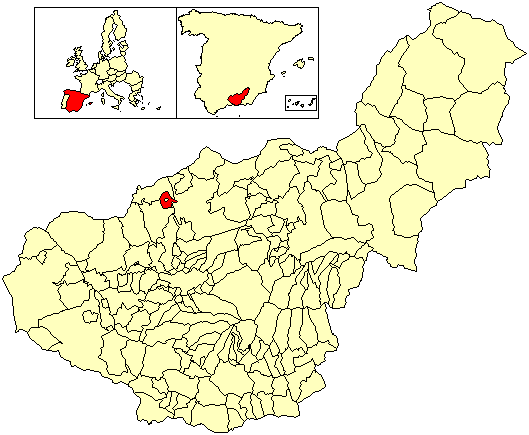
Розташування муніципалітету у провінції Гранада